# 부산진성 서문 성곽우주석

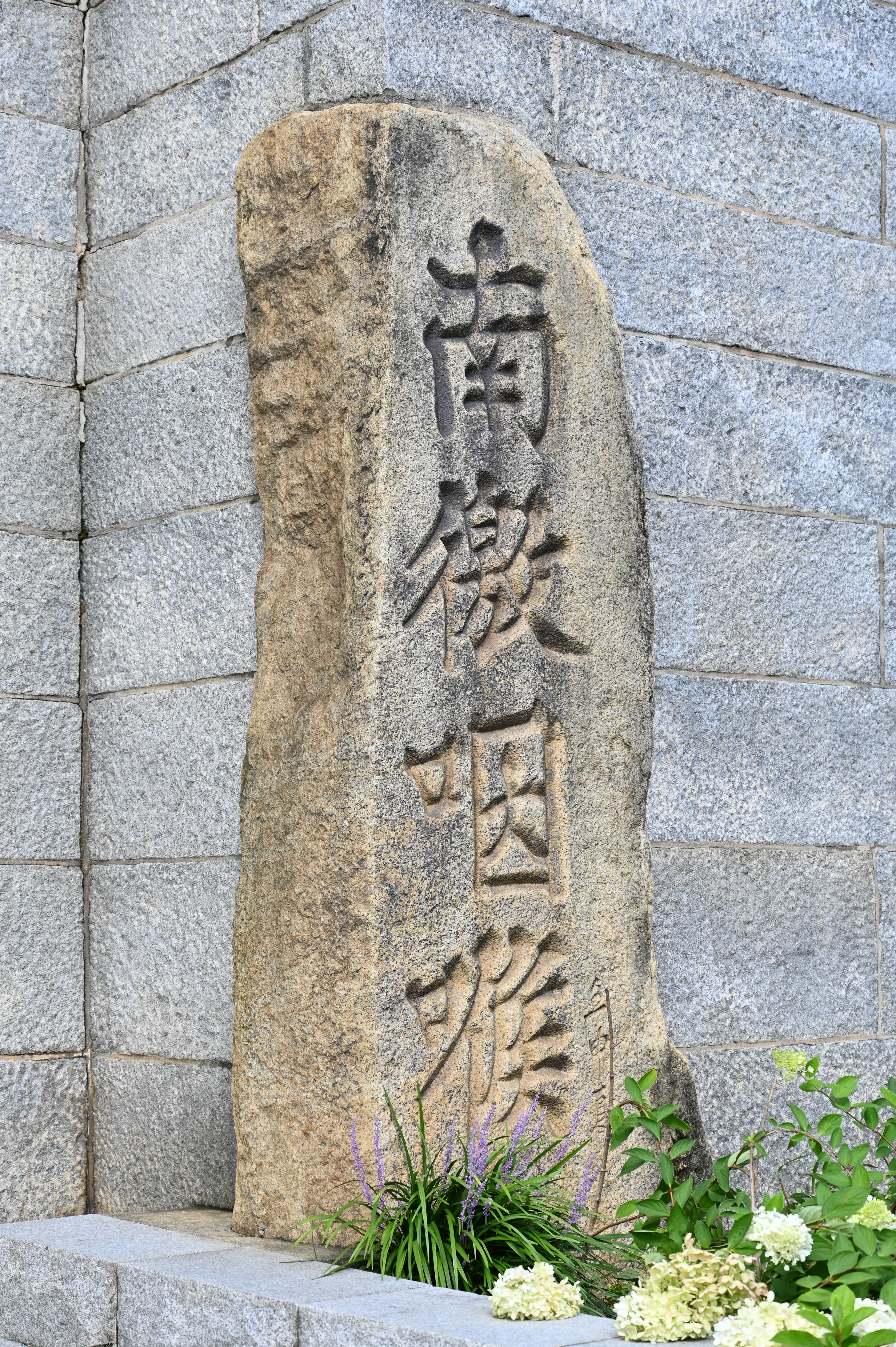
부산진성 서문성곽 우주석 중 남요인후

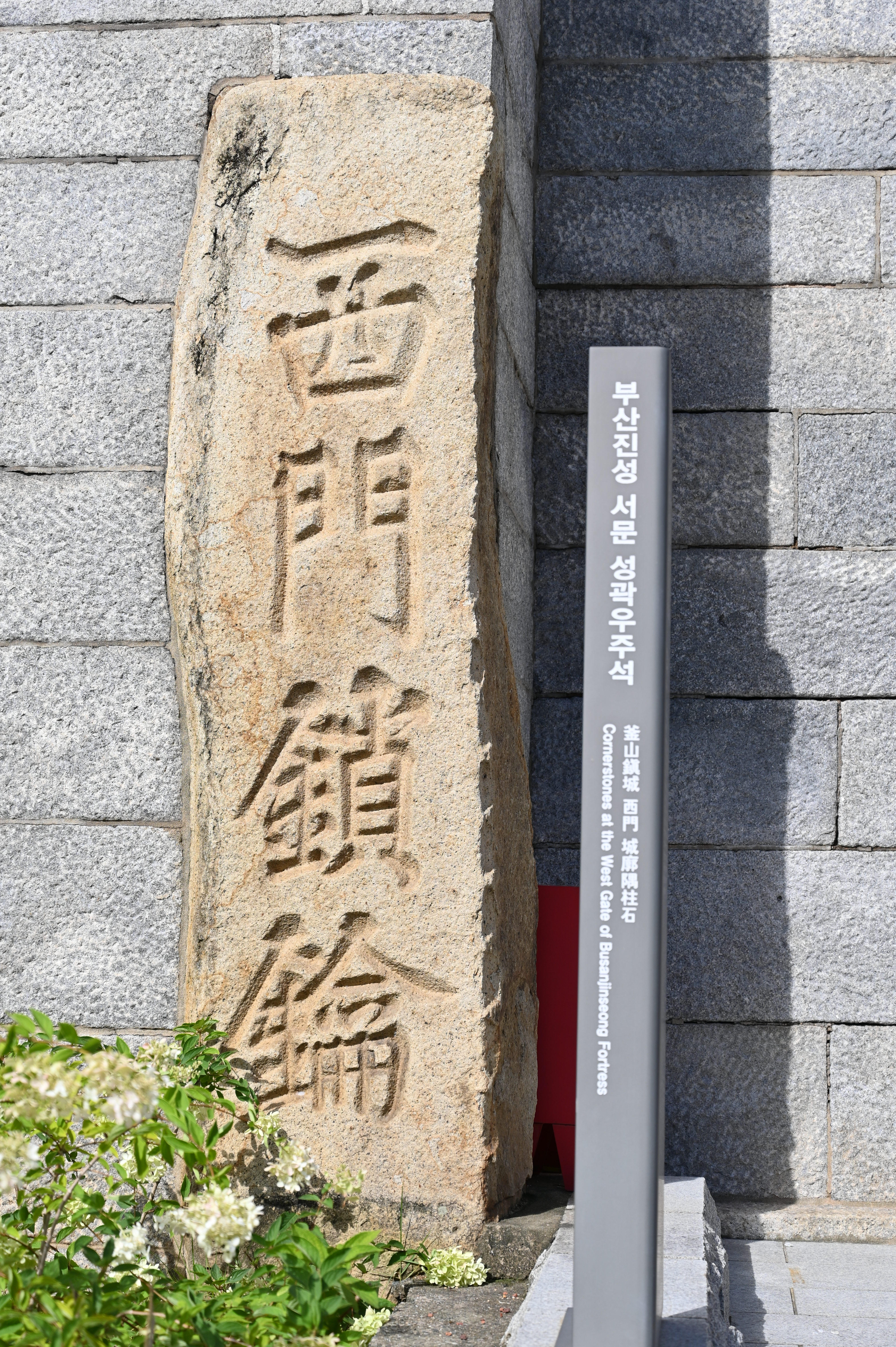
부산진성 서문성곽 우주석 중 서문쇄약

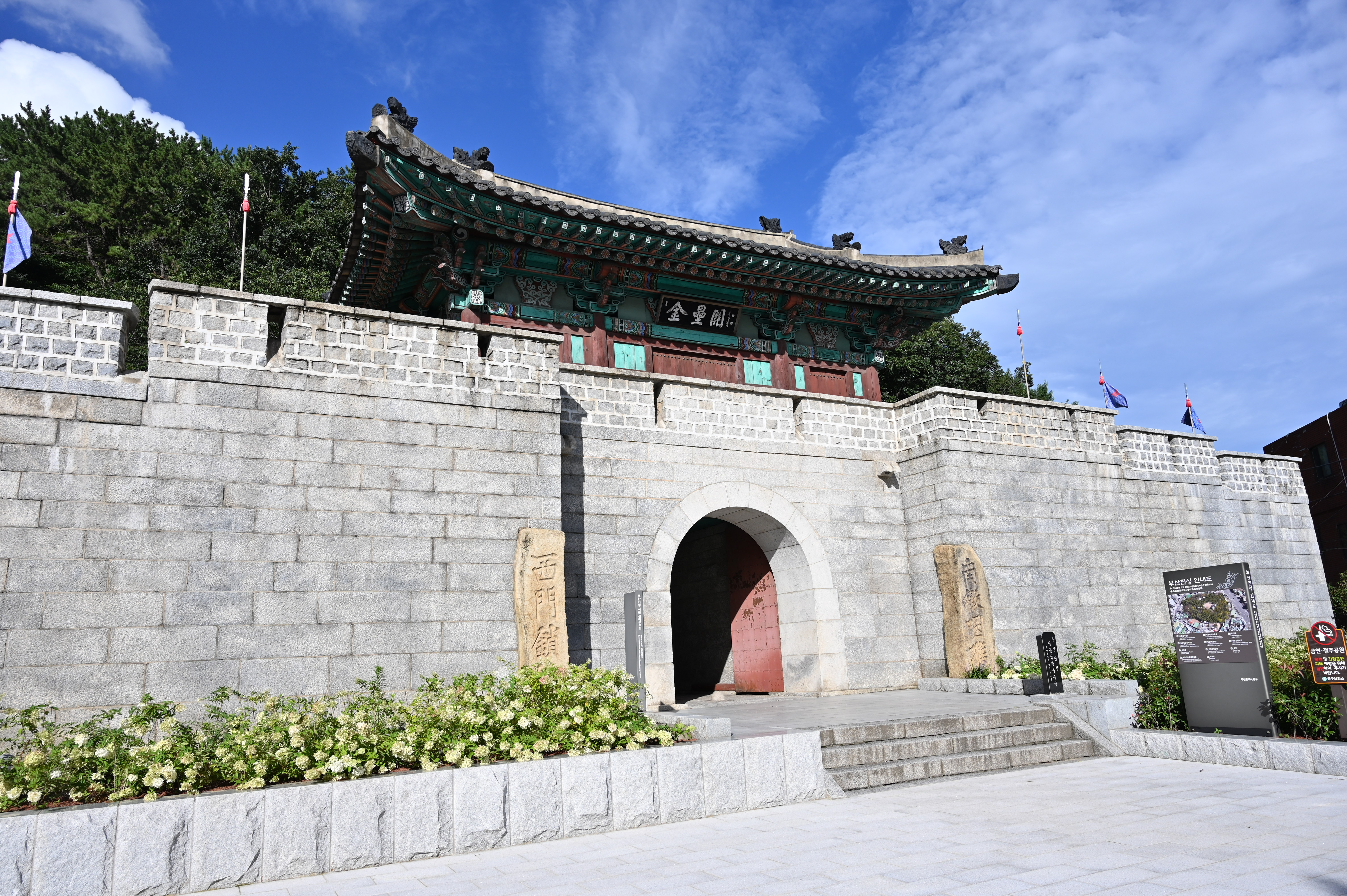
부산진성 서문성곽 우주석

부산진성 서문 성곽우주석(釜山鎭城 西門 城廓隅柱石)은 부산광역시 동구 범일동, 부산진성에 있는 기둥이다. 1972년 6월 26일 부산광역시의 기념물 제19호로 지정되었다.
| 주소 | 부산광역시 동구 자성로 99 (범일동) |
| 좌표 | 북위 35° 8′ 8″ 동경 129° 3′ 39″    |

## 현지 안내문
부산광역시 동구에 위치한 이 성은 조선 성종 19년(1488)에 쌓은 성으로, 임진왜란 때에 왜적의 제1차 공격목표가 되었다. 부산진성이 함락되자 이어 다대포진과 동래부가 잇달아 함락되었으며, 왜적은 부산포를 그들의 본국과 연락하기 위한 근거지로 삼아 다시 쌓기도 했다.
서문 양쪽 성곽에 서 있는 기둥돌에는‘나라의 목에 해당하는 남쪽 국경이요, 서문은 나라의 자물쇠와 같다’는 글이 새겨 있는데, 임진왜란 후 이 성을 다시 쌓으면서 왜적에 대한 경각심을 높이고자 새긴 것으로 추정된다. 즉 이곳을 잃게 되면 나라를 잃게 되고, 여기가 열리면 도적이 창고를 연 것과 같이 된다는 뜻으로, 이 지역이 지니고 있는 국방상의 중요성을 나타낸 것이다.
이 돌은 부산진지성의 원래의 서문터였던 지금의 성남초등학교 교정에 있었는데 1975년 서문을 복원하면서 옮겨왔다.

### 안내판
우주석은 집이나 성의 모퉁이 경계에 세운 돌기둥을 말한다. 부산진성 서문 성곽우주석은 임진왜란 이후 옮겨 이진(移陣)한 부산진성의 서문 바깥쪽의 좌우 모퉁이에 경사지게 세웠던 것으로, 국방의 중요성을 강조하고 왜적에 대한 경각심을 높이려는 목적으로 세운 것으로 추정된다. 동쪽 돌기둥에는 '이곳은 나라의 목에 해당하는 남쪽 국경이다.'라는 뜻의 '남요인후(南徼咽喉)' 글자가 새겨져 있고, 서쪽 돌기둥에는 '서문은 나라의 자물쇠와 같다.'라는 뜻의 '서문쇄약(西門鎖鑰)'이라는 글자가 새겨져 있다. 이것은 국토의 남쪽에 있는 부산이 국방의 요지로서 중요한 역할을 하는 곳임을 알리는 문구로 임진왜란 이후 국방의 중요성을 더욱 강조한 것으로 볼 수 있다. 
 1974년, 부산진성 정화사업 때 서문인 금루관(金壘關)을 복원하면서 돌기둥을 이곳으로 옮겨와 지금의 모습을 갖추게 되었다.

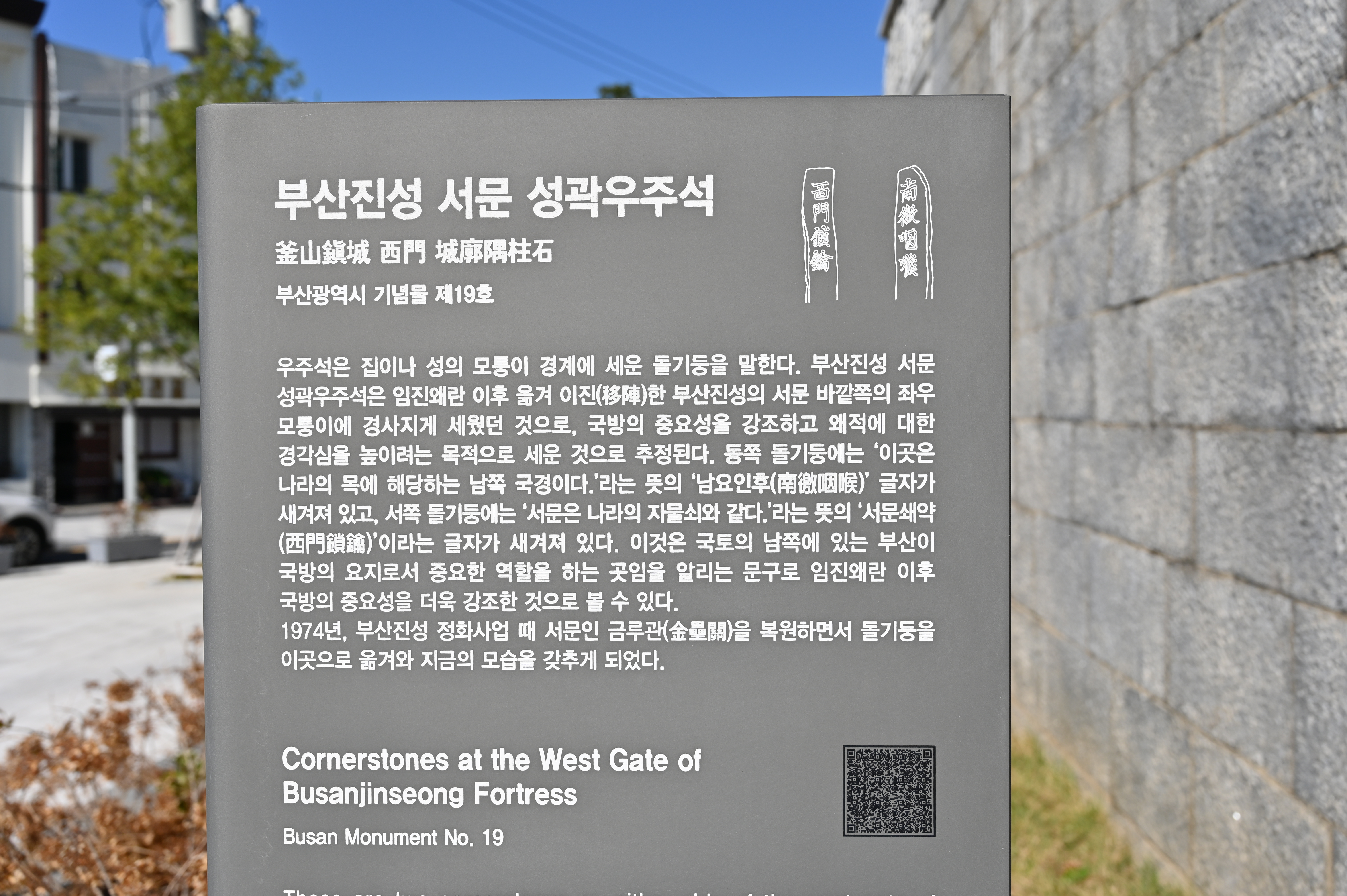
부산진성 서문 성곽우주석 안내판

## 내용
| “ | 이곳은 남쪽 변방에 목구멍 같은 경계이며, 서문은 나라의 자물쇠와 같이 중요한 곳이다. | ” |
|   | — 남요인후(南徼咽喉), 서문쇄약(西門鎖鑰)                                            |   |

남요인후 우주석 아래 부분에 임신하(壬申夏) 문구가 있다. 이 문구를 근거로 부산진성 서문성곽 우주석은 임진왜란 이후 첫 임신년인 1632년 건립된 것으로 추정한다.

## 명칭 변경
1972년 6월 26일 부산광역시의 기념물 제19호 부산진지성서문성곽우주석으로 지정되었다
2014년 9월 3일 부산진지성 서문 성곽우주석(釜山鎭支城 西門 城郭隅柱石)으로 명칭이 변경되었다.
2020년 1월 15일 부산진성 서문 성곽우주석(釜山鎭城 西門 城郭隅柱石)으로 명칭이 변경되었다.

## 같이 보기
- 부산진성 - 부산광역시 기념물 제7호
- 부산성남초등학교

## 참고 문헌
- 부산진성 서문 성곽우주석 - 국가유산청 국가유산포털